# Ormoc
Ormoc è una città componente altamente urbanizzata (HUC) delle Filippine, situata nella Provincia di Leyte, nella Regione di Visayas Orientale.
Ormoc è formata da 110 baranggay:
- Airport
- Alegria
- Alta Vista
- Bagong
- Bagong Buhay
- Bantigue
- Barangay 1 (Pob.)
- Barangay 2 (Pob.)
- Barangay 3 (Pob.)
- Barangay 4 (Pob.)
- Barangay 5 (Pob.)
- Barangay 6 (Pob.)
- Barangay 7 (Pob.)
- Barangay 8 (Pob.)
- Barangay 9 (Pob.)
- Barangay 10 (Pob.)
- Barangay 11 (Pob.)
- Barangay 12 (Pob.)
- Barangay 13 (Pob.)
- Barangay 14 (Pob.)
- Barangay 15 (Pob.)
- Barangay 16 (Pob.)
- Barangay 17 (Pob.)
- Barangay 18 (Pob.)
- Barangay 19 (Pob.)
- Barangay 20 (Pob.)
- Barangay 21 (Pob.)
- Barangay 22 (Pob.)
- Barangay 23 (Pob.)
- Barangay 24 (Pob.)
- Barangay 25 (Pob.)
- Barangay 26 (Pob.)
- Barangay 27 (Pob.)
- Barangay 28 (Pob.)
- Barangay 29 (Pob.)
- Batuan
- Bayog

- Biliboy
- Borok
- Cabaon-an
- Cabintan
- Cabulihan
- Cagbuhangin
- Camp Downes
- Can-adieng
- Can-untog
- Catmon
- Cogon Combado
- Concepcion
- Curva
- Danao
- Danhug
- Dayhagan
- Dolores
- Domonar
- Don Felipe Larrazabal
- Don Potenciano Larrazabal
- Doña Feliza Z. Mejia
- Donghol
- Esperanza
- Gaas
- Green Valley
- Guintigui-an
- Hibunawon
- Hugpa
- Ipil
- Juaton
- Kadaohan
- Labrador (Balion)
- Lao
- Leondoni
- Libertad
- Liberty
- Licuma

- Liloan
- Linao
- Luna
- Mabato
- Mabini
- Macabug
- Magaswi
- Mahayag
- Mahayahay
- Manlilinao
- Margen
- Mas-in
- Matica-a
- Milagro
- Monterico
- Nasunogan
- Naungan
- Nueva Sociedad
- Nueva Vista
- Patag
- Punta
- Quezon Jr.
- Rufina M. Tan
- Sabang Bao
- Salvacion
- San Antonio
- San Isidro
- San Jose
- San Juan
- San Pablo (Simangan)
- San Vicente
- Santo Niño
- Sumangga
- Tambulilid
- Tongonan
- Valencia